# Spring Garden-Terra Verde (Teksas)
Spring Garden-Terra Verde je naseljeno mjesto za statističke potrebe u američkoj saveznoj državi Teksas. Prema popisu stanovništva iz 2010. u njemu je živjelo. stanovnika.